# Bukowsko
Bukowsko – wieś (w latach 1748–1934 miasto), siedziba gminy Bukowsko w powiecie sanockim województwa podkarpackiego. Ma status sołectwa. 
Wieś leży nad potokiem Bukowiec oraz Sanoczek w dorzeczu Sanu, 16 km na południowy zachód od Sanoka, na Pogórzu Bukowskim.
W latach 1954–1972 wieś należała i była siedzibą władz gromady Bukowsko. W latach 1975–1998 miejscowość należała do województwa krośnieńskiego.
Wieś położona jest przy drodze wojewódzkiej nr 889 z Sieniawy, przez Nowotaniec do Szczawnego. 17 km od drogi krajowej nr 28. Najbliższe przejścia graniczne przez Radoszyce drogą 892 na Słowację – 21 km (przejście drogowe – pojazdy do 7,5t).
Nazwa wsi pochodzi od polskiej lub ukraińskiej nazwy buka. Najstarsze zapisane nazwy miejscowości Bukowsko to: Bucowsko, Bvkowsko (XV wiek), Bukosko (1785); w brzmieniu ukraińskim: Bukivs’ko (1851); w brzmieniu łemkowskim: Butiwsko, Bukowsko, Bukisko, w jęz. jid. בוקאווסק Bikofsk. Na radzieckich mapach woj. z okresu II. w.ś. jako Буковско.
| Pobliskie wsie |               |           |
| Wola Sękowa    | Nowotaniec    | Wolica    |
| Tokarnia       | Bukowsko      | Morochów  |
| Karlików       | Wola Piotrowa | Wysoczany |

| Pobliskie miasta |              |        |
| Rymanów          | Brzozów      | Sanok  |
| Dukla            | Bukowsko     | Zagórz |
| Svidnik          | Medzilaborce | Lesko  |

## Części wsi
| SIMC    | Nazwa      | Rodzaj    |
| ------- | ---------- | --------- |
| 0346550 | Brogówka   | część wsi |
| 0346566 | Łazy       | część wsi |
| 0346572 | Miasteczko | część wsi |
| 0346589 | Nędze      | część wsi |
| 0346595 | Sanoczki   | część wsi |

## Historia

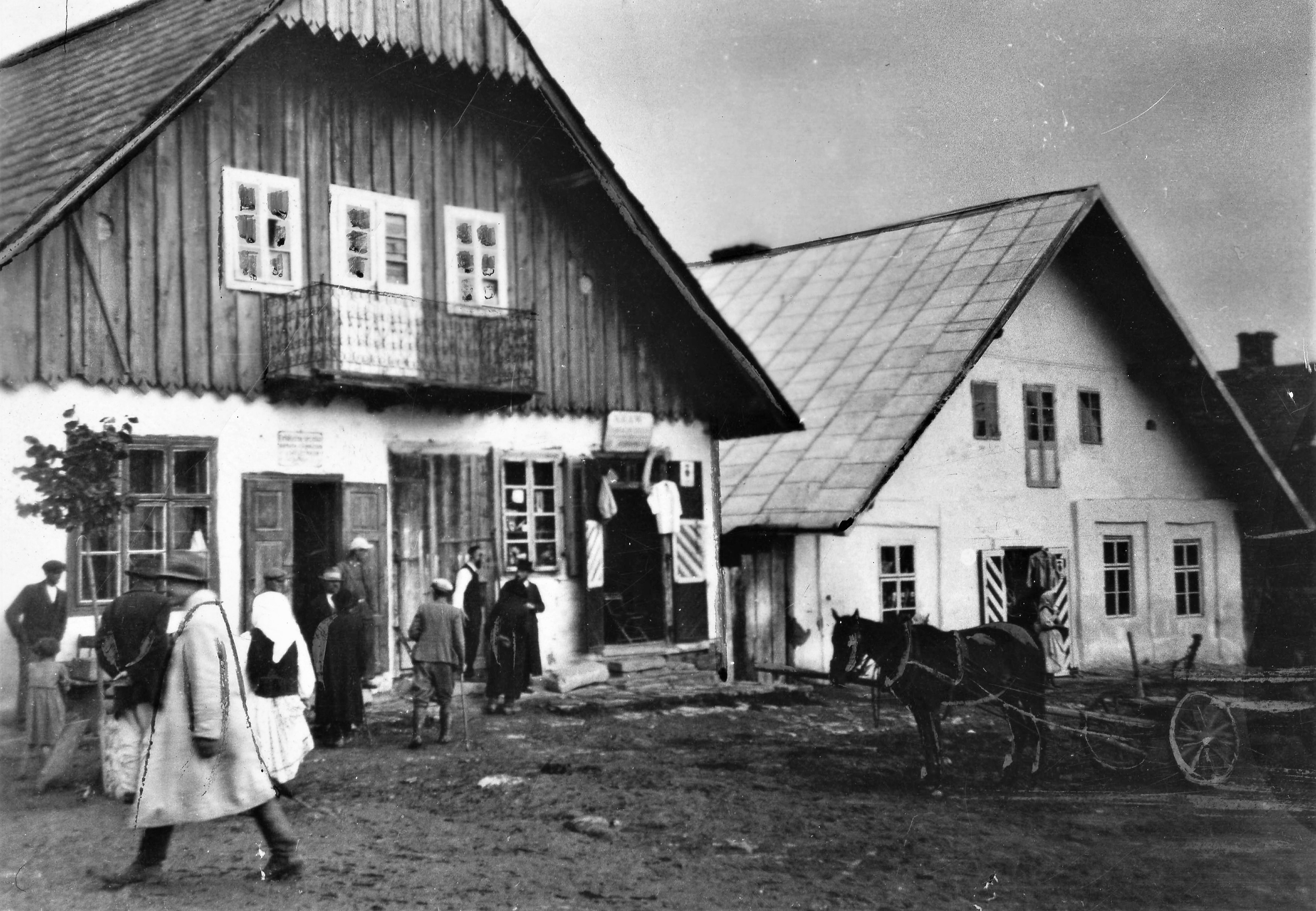
Bukowsko - 1936

W dokumentach z 1361 i 1468 roku miejscowość wzmiankowana jako Bukowsko Inferius. Pierwszymi odnotowanymi sołtysami bukowskimi byli Johannes scultenus de Bukowsko, a następnie Janek scultelo w 1436 roku. Od 1435 roku Piotr ze Zboisk, Petrus de Boyska, Petrus de Tyrawa, ożeniony z Małgorzatą, 1434–1465 chorąży sanocki, właściciel Zboisk, Wolicy, Bełchówki i Zahoczewia, dziedziczył też Bukowsko następnie dobra te zostaną skasowane za opieszałości wojenne. Przed 1468 rokiem wieś została zaludniona przez schizmatyków, którzy w następnych latach powrócili do wiary katolickiej. Od 1477 roku wieś znalazła się w dobrach które dzierżawili Jan Herburt z Felsztyna i Odnowa, następnie jego syn Piotr Herburt Felsztyński, a następnie wnuk Mikołaj Herburt Odnowski z Felsztyna wojewoda sandomierski. 

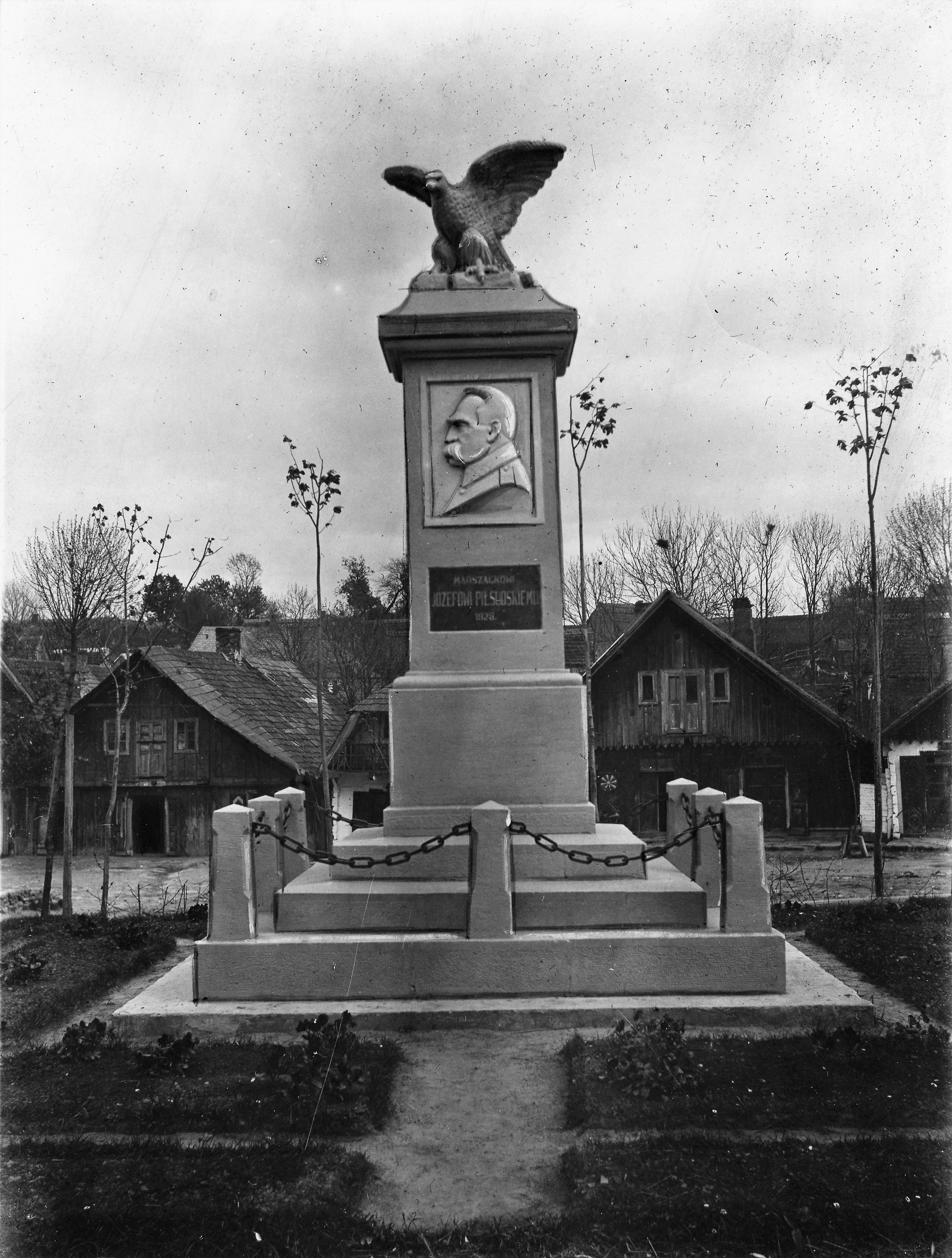
Pomnik Józefa Piłsudskiego w Bukowsku, 1936

We wsi zamieszkiwała w XV wieku ludność w przewadze polska. W okresie reformacji Bukowsko sprzyjało braciom polskim i było jednym ze znaczniejszych ośrodków reformacji w regionie. W XVIII i XIX wieku było niewielkim miasteczkiem. Przed 1716 rokiem pomiędzy dolną a górną częścią wsi została lokowana osada targowa, która dała następnie początek osadzie małomiasteczkowej i miastu. Do 1772 roku miasteczko należało administracyjnie do ziemi sanockiej województwa ruskiego w I Rzeczypospolitej.
Po I rozbiorze Polski znalazło się w cyrkule leskim, a następnie w sanockim. W wydanym po raz pierwszy w 1786 r. dziełku pt. „Geografia (...) Galicyi i Lodomeryi” jego autor, Ewaryst, hrabia Kuropatnicki, scharakteryzował je krótko: Bukowsko. Miasteczko na woły i bydło jarmarkami sławne. Po reformie administracyjnej w 1864 roku Bukowsko było siedzibą powiatu sądowego w Galicji. W połowie i pod koniec XIX wieku właścicielką posiadłości tabularnej w Bukowsku była (dożywotnio) Agnieszka Rylska. W 1911 właścicielem tabularnym był Kazimierz Rodkiewicz.
W okresie wojny mieścił się w Bukowsku sztab niemieckich wojsk okupacyjnych gen. Würtza. W tym też czasie Bukowsko przynależało do placówki nr IV w Nowotańcu, podległej Komendzie Obwodu AK w Sanoku. Łącznie w latach 1940–1944 w wyniku zbrodni niemieckich, przy częstym udziale kolaborantów ukraińskich (donosy, aresztowania przez Ukraińską Policję Pomocniczą), zginęło 36 polskich mieszkańców Bukowska. Bukowsko było następnie palone przez oddziały UPA trzy razy: w marcu, kwietniu i listopadzie 1946 roku. W 1946 roku Bukowsko, po prawie 200 latach, utraciło prawa miejskie.

## Religie i wyznawcy

### Katolicy obrządku łacińskiego

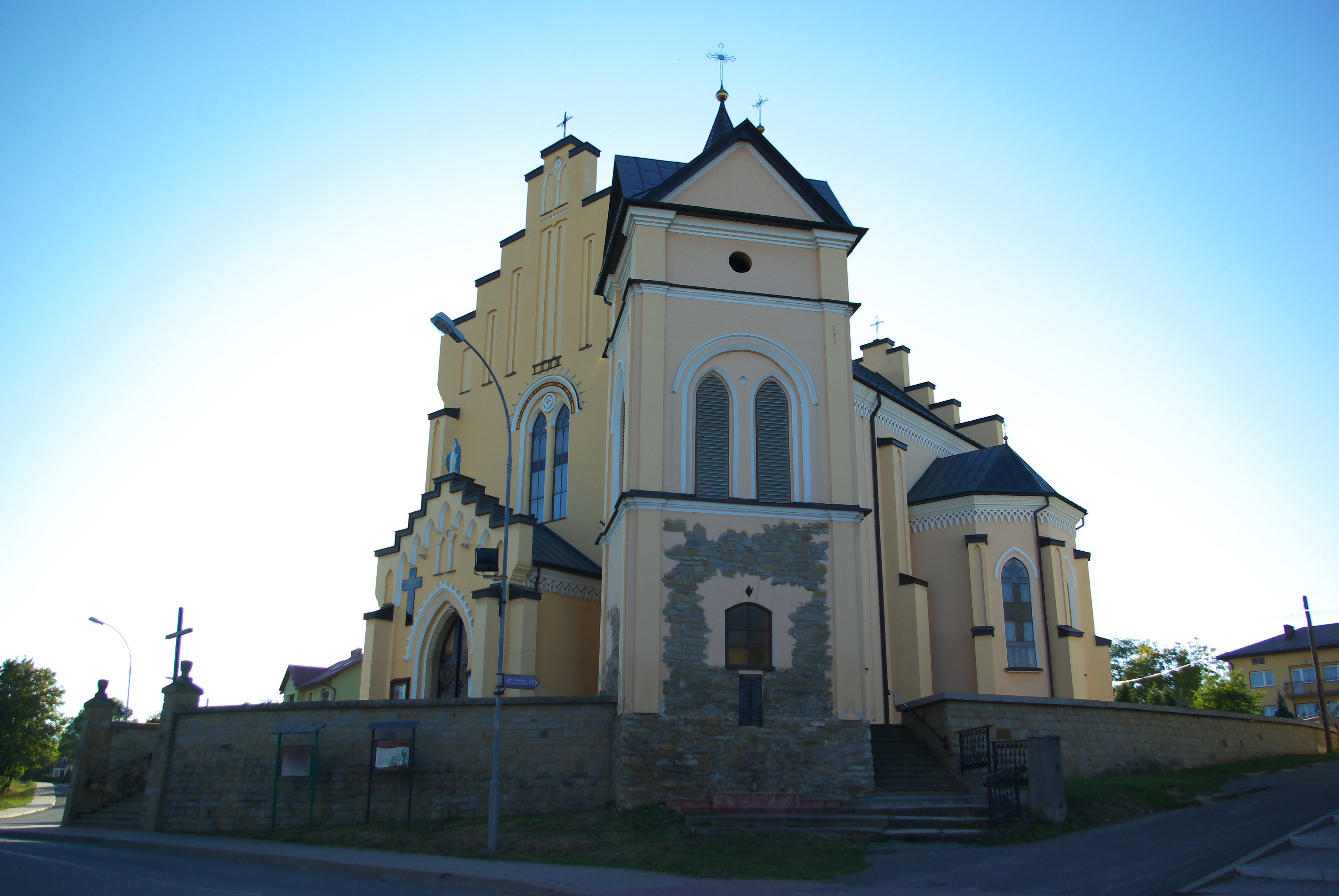
Kościół parafii Podwyższenia Krzyża Świętego

W Bukowsku od 1748 roku znajduje się parafia rzymskokatolicka pw. Podwyższenia Krzyża Świętego. Parafia obejmowała swoim zasięgiem do 1947 roku, m.in. miejscowości: Bukowsko, Wolica, Wola Piotrowa, Wisłok, Bełchówka, Wisłok Wielki, Przybyszów, Płonna, Czystogarb, Smolnik, Osławica, Wysoczany, Turzańsk, Wola Michowa.

### Protestanci
W okresie reformacji miejscowość była ośrodkiem kalwinizmu, a następnie ok. 1653 roku, braci polskich; (1558–1721 koniec III wojny północnej). Od lat 60. XX wieku na terenach ościennych rozwija się protestancka Ewangeliczna Wspólnota Zielonoświątkowa.

## Upamiętnienia
- Pomnik Józef Piłsudskiego, odsłonięty 3 maja 1936[12]. Po ataku słowackim na Polskę w 1939 honory przed pomnikiem oddał Minister obrony Słowacji Ferdinand Čatloš[13]. Pomnik nie istnieje[14].
- Pomnik Walczącym o Niepodległość Polski

## Osoby związane z miejscowością

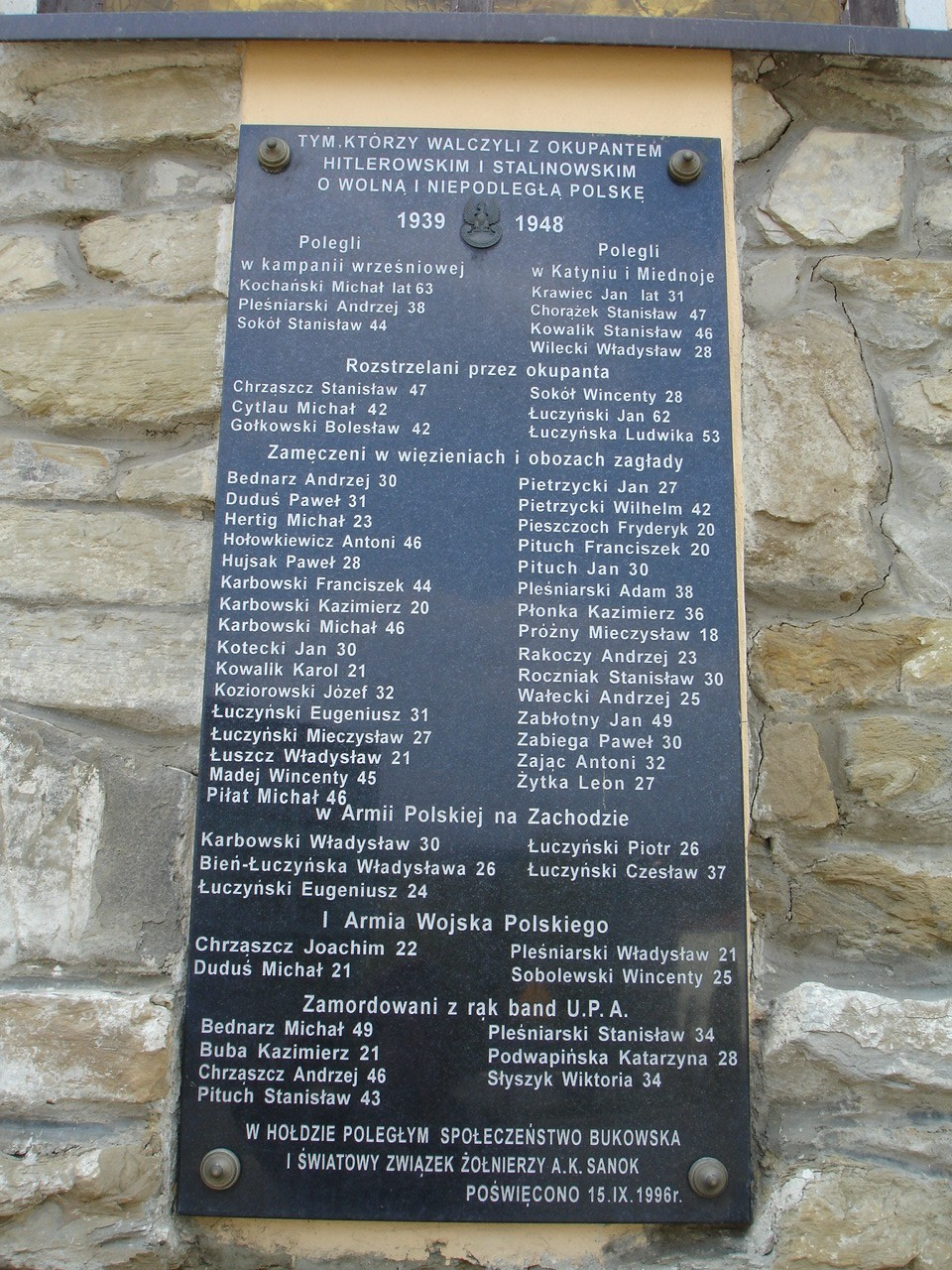
Tablica upamiętniająca ofiary totalitaryzmu hitlerowskiego i stalinowskiego

- Zbigniew Sienieński (zm. 1567/1568) – kasztelan sanocki
- Krzysztof Ossoliński – wojewoda sandomierski
- Franciszek Maksymilian Ossoliński – marszałek Sejmu
- Józef Kanty Ossoliński – wojewoda wołyński

Honorowi obywatele
- Jan Haszczyc (sędzia, 1867)[15]
- Aleksander Mniszek-Tchorznicki[16]
- Leon Studziński[17]
- Feliks Kiryk (2011)

Ofiary zbrodni katyńskiej
- kpt. Wojciech Bursa ur. 1895, Bukowsko – zam. 1940, Katyń
- przod. Stanisław Chorążek ur. 1893, Lwów – zam. 1940, Kijów (od 1935 komendant posterunku Policji Państwowej w Bukowsku)
- post. Stanisław Kowalik ur. 1893, Bukowsko – zam. 1940, Miednoje
- post. Władysław Wilecki ur. 1911, Bukowsko – zam. 1940, Miednoje
- por. Jerzy Skoczyński ur. 1906, Bukowsko – zam. 1940, Katyń
- kpt. Andrzej Drozd, ur. 1895, Bukowsko – zam. 1940, Charków
- ppor. Jan Krawiec, ur. 1909, Bukowsko – zam. 1940 Charków
- ppor. Adam Orlik, ur. 1902, Bukowsko – zam. 1940, Katyń

## Atrakcje

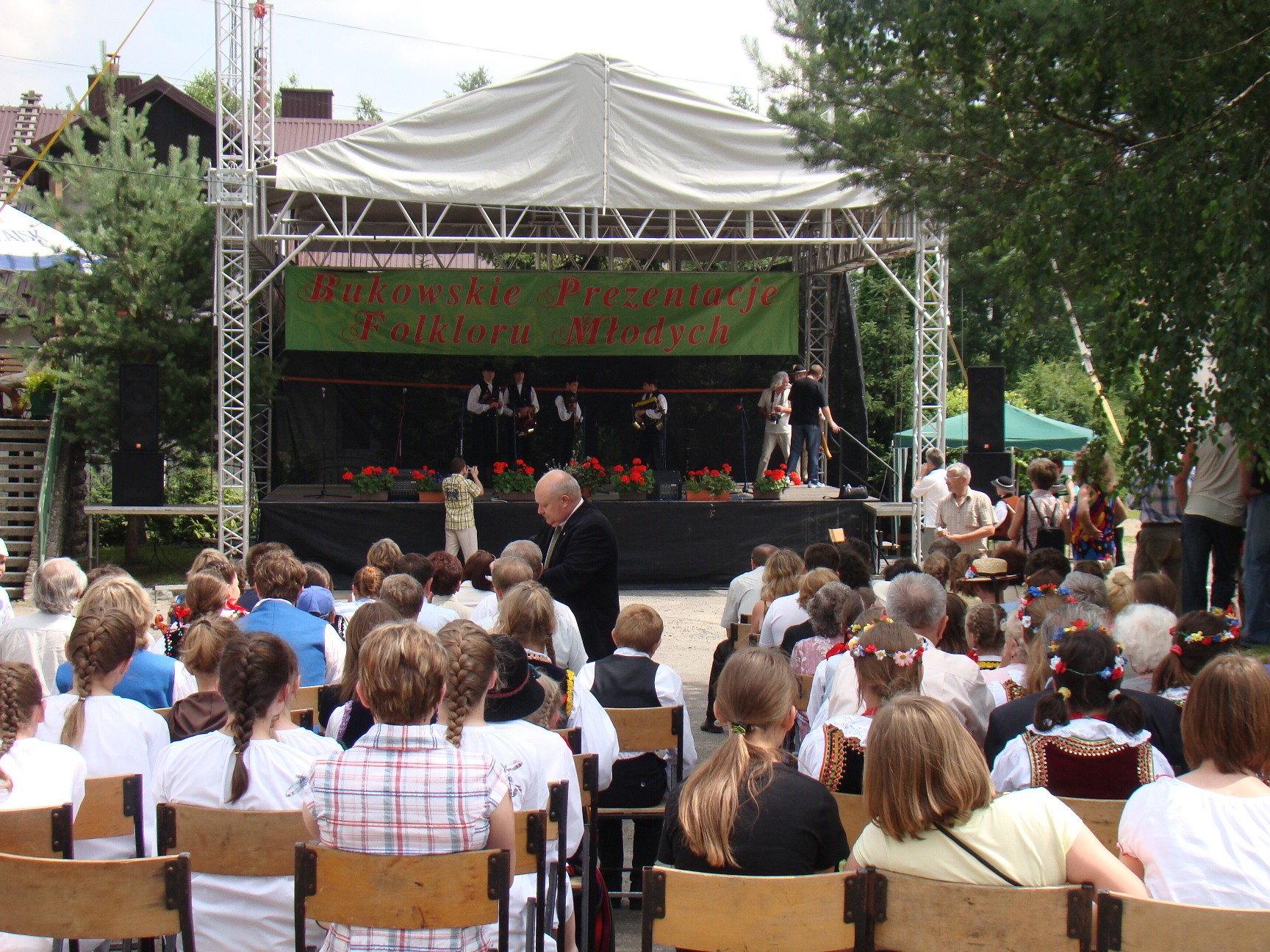
Festiwal Bukowskie Prezentacje Folklorystyczne

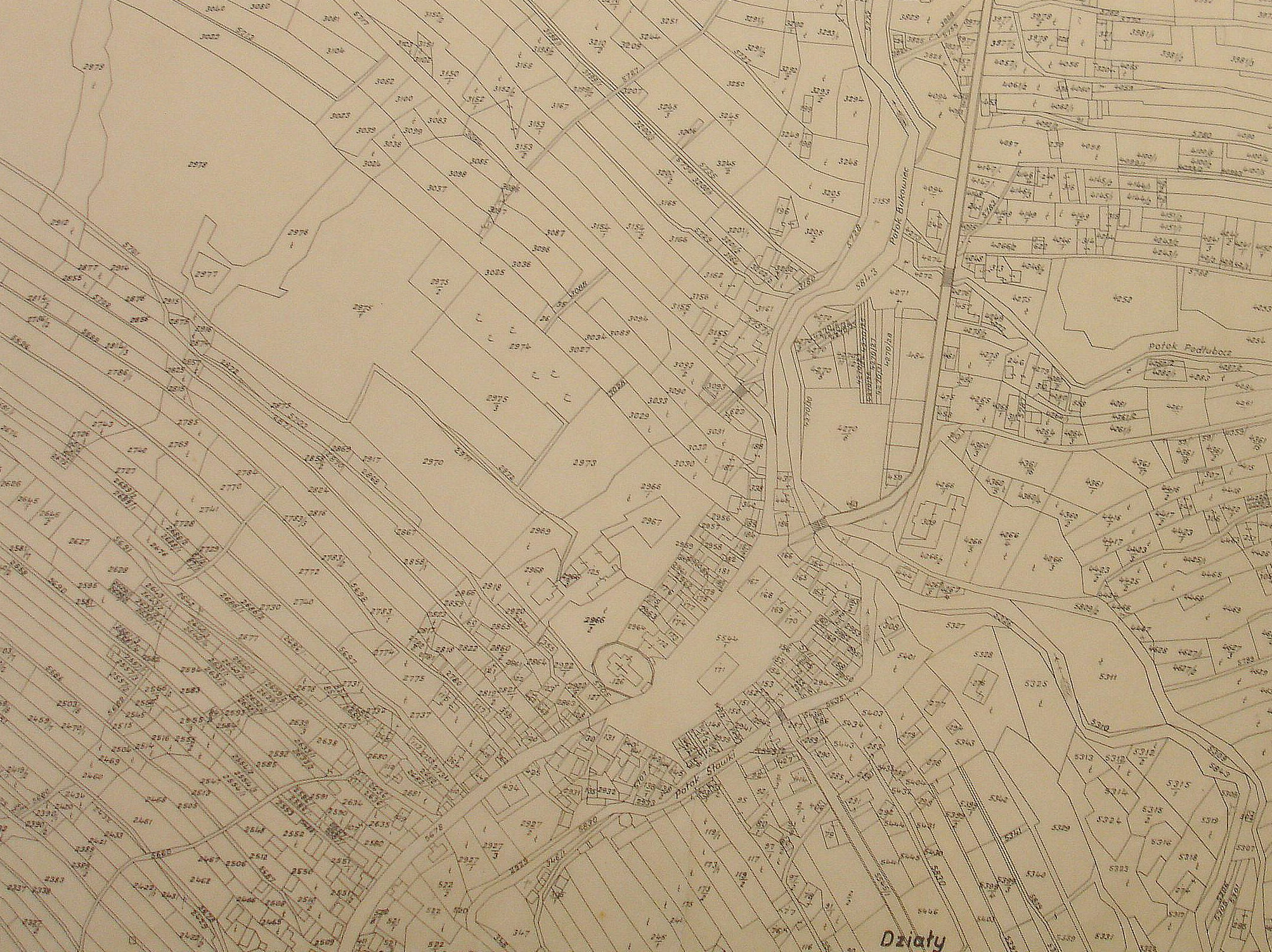
Mapa Bukowska z roku 1906

Historyczny Herb Bukowska

Farma Wiatrowa Bukowsko-Nowotaniec